# Gerhard Franke (Maler)
Gerhard Franke (* 24. April 1926 im Lugau; † 22. Oktober 2002 in Neustadt an der Orla) war ein deutscher Maler.

## Leben
Franke wuchs in Chemnitz auf. Im Jahre 1943 erlebte er als Flakhelfer Fliegerangriffe, und als er 18 wurde, musste er als Soldat an die Ostfront. Ende 1944 traf ihn in Polen ein „Heimatschuss“, infolge dessen er ein halbes Jahr in einem Lazarett in Kärnten verbrachte. Im Jahr 1945 kehrte er als Pazifist zurück nach Schwarzenberg und legte ein Jahr später das Abitur ab. Von 1946 bis 1948 studierte Franke bei  Elisabeth Voigt an der Leipziger Hochschule für Grafik und Buchkunst.
Frustriert vom Zwang, realistisch zu malen, wechselte Franke an das Leipziger Konservatorium, wo er Cello studierte. Nach wiederholter Sehnenscheidenentzündung gab Franke sein Ziel, Berufsmusiker zu werden, auf, und beendete das Studium im Jahr 1950. Von 1950 bis 1954 studierte er bei Herbert Wegehaupt und Herbert Schmidt-Walter am Institut für Kunsterziehung der Ernst-Moritz-Arndt-Universität. Anschließend studierte er Kunsterziehung Oberstufe an der Humboldt-Universität Berlin, u. a. bei Herbert Gute. Danach arbeitete er  in Pößneck und ab 1960 in Neustadt an der Orla als Lehrer für Kunsterziehung. Daneben leitete er von 1956 bis 1960 in Pößneck einen volkskünstlerischen Zirkel.
1960 richtete Franke mit seiner Frau Ute in Neustadt eine keramische Werkstatt ein und begann, Raum- und Wandschmuck zu verkaufen. Er gab 1966 den Beruf als Lehrer auf und war fortan zusammen mit seiner Frau als Keramiker tätig. Sie lebten seitdem zurückgezogen im Schloss Arnshaugk, wo Franke seine künstlerischen Ambitionen weiterhin pflegte.
Franke war von 1956 bis 1990 Mitglied des Verbands Bildender Künstler der DDR.

## Werk und Rezeption
Inspiriert von der abstrakten Kunst, hatte Franke Schwierigkeiten, Akzeptanz für seine Bildsprache in der DDR zu finden. Er wurde zwar in den Verband Bildender Künstler der DDR aufgenommen und beteiligte sich auch an Ausstellungen, hatte aber die meisten seiner Bilder nie ausgestellt. Beschäftigt hat er sich mit der Darstellung „negativer Kräfte“ und „menschlicher Eigenschaften in Symbolfiguren“. Oft hat er die Unterdrückung des Individuums in der DDR symbolisch dargestellt. Außerdem bewegte ihn das Gestalten von Farbharmonien und -mustern nach musikalischen Gesetzmäßigkeiten. Später malte er Landschaften, besonders das Werden und Vergehen von Bäumen und dahinziehender Wolken als Sinnbilder des Lebens und der Vergänglichkeit.

## Werke als Maler (Auswahl)
- Kospoda (1959, Tempera, 34 × 48 cm)[2]

## Teilnahme an Ausstellungen (unvollständig)
- 1949: Glauchau, Stadt- und Heimatmuseum („Frühjahrs-Kunstausstellung 1949“ des Zwickauer Künstlerkreises)

- 1957: Berlin, Ausstellungspavillon Werderstraße („Junge Künstler der DDR“)
- 1961: Berlin, Deutsche Akademie der Künste („Junge Künstler. Malerei“)
- 1968: Halle/Saale, Staatliche Galerie Moritzburg („Sieger der Geschichte“)
- 1969: Gera, Bezirkskunstausstellung